# Zapp Your Planet
Zapp Your Planet was een televisieprogramma dat werd uitgezonden door NPO Zapp, de Nederlandse jeugdzender van de NPO.

## Format
In dit programma ging een groep presentatoren van Zapp de strijd met elkaar aan tijdens een expeditie naar het buitenland. Hiervoor konden kinderen zich inschrijven en hun favoriete presentator kiezen om zo kans te maken om met diegene mee op expeditie te gaan. Doel was om de doelgroep bewuster te maken van milieu en klimaatverandering. De battle werd in het voorjaar uitgezonden en de expeditie van de winnaar in het najaar, tijdens de herfstvakantie. 
In 2015 werd het format deels aangepast. In plaats van de focus te leggen op milieu en klimaatverandering ging NPO Zapp een samenwerking aan met het Wereld Natuur Fonds om samen met kinderen uit het hele land in actie te komen voor een bedreigde diersoort. Na drie maanden actievoeren eindigt Zapp Your Planet met een 10 uur durende live-uitzending op tv waarna ook het eindbedrag bekendgemaakt wordt. Na de actieperiode gaan kinderen (actievoerders) samen met een Zapper op expeditie.
In 2019 kwam er weer een editie meer gericht op het milieu bewustheid en werd er in plaats van geld powerchecks verzameld. Door de focus te leggen op het bewuster om te gaan met het milieu gingen er tijdens deze editie ook geen mensen meer op expeditie. Tevens kwam in augustus 2019 een extra editie onder de naam #zomertroep. Het doel was om kinderen via Instagram te motiveren om hun eigen troep op te ruimen en dat van anderen.
In het najaar van 2020 werd een vernieuwde versie van het programma uitgezonden. In tegenstelling tot de eerdere edities beslaat het seizoen van deze versie meerdere maanden en staat er tijdens iedere aflevering een ander thema centraal wat met het verbeteren van het milieu te maken heeft. Deze versie werd van 18 september 2020 tot en met 23 mei 2021 wekelijks op zaterdag uitgezonden. Oorspronkelijk werd deze versie gepresenteerd door Manon Hoijtink, Remy Hogenboom en Toon Maassen. Vanaf januari 2020 werden ook presentatrices Janouk Kelderman en Nienke de la Rive Box toegevoegd, vanaf dit moment is er iedere aflevering drie presentatoren in verschillende samenstellingen te zien.

## Edities

### Battle-edities (2012-2014)
| Editie | Winnaar                | Verliezend finalist   | Overige kandidaten                      | Bestemming |
| ------ | ---------------------- | --------------------- | --------------------------------------- | ---------- |
| 2012   | Bart Meijer            | Klaas van Kruistum    | Ron Boszhard Ewout Genemans             | Groenland  |
| 2013   | Klaas van Kruistum     | Nienke de la Rive Box | Kim-Lian van der Meij Sascha Visser     | Suriname   |
| 2014   | Vivienne van den Assem | Maurice Lede          | Nienke de la Rive Box Ajouad El Miloudi | Hawaï      |

### Bedreigde diersoort-edities  (2015-2020)
| Editie | Doel                                  | Eindbedrag/verzameling | Bestemming            |
| ------ | ------------------------------------- | ---------------------- | --------------------- |
| 2015   | Ga voor aap! (Orang-oetan)            | € 153.386              | Indonesië (Borneo)    |
| 2016   | Operatie Olifant (Afrikaanse Olifant) | € 275.982              | Gabon                 |
| 2017   | Haai-alarm! (Alle haaien)             | € 621.780              | Fiji                  |
| 2019   | Powercheck! (milieubewustzijn)        | 90.209 powerchecks     | geen                  |
| 2019   | #zomertroep (mileubescherming)        | geen einduitslag       | Stranden in Nederland |
| 2020   | SOS Koala(Koala's)                    | € 145.027              | Australië             |